# Tápiószecső
Tápiószecső är en ort i Ungern.   Den ligger i provinsen Pest, i den centrala delen av landet, 40 km öster om huvudstaden Budapest. Tápiószecső ligger 137 meter över havet och antalet invånare är 6 628.
Terrängen runt Tápiószecső är platt, och sluttar österut. Runt Tápiószecső är det ganska tätbefolkat, med 78 invånare per kvadratkilometer. Närmaste större samhälle är Monor, 16,4 km sydväst om Tápiószecső. Trakten runt Tápiószecső består till största delen av jordbruksmark.